# 聖アンナ、洗礼者聖ヨハネといる聖家族 (マンテーニャ)
『聖アンナ、洗礼者聖ヨハネといる聖家族』(せいアンナ、せんれいしゃヨハネといるせいかぞく、イタリア語: Sacra Famiglia con sant'Anna e san Giovannino) は、アンドレア・マンテーニャによる1495-1500年のキャンバス上のテンペラ画である。75.5 cm x 61.5 cm の大きさで、現在ドレスデンのアルテ・マイスター絵画館にある。

## 歴史
マンテーニャは、個人的礼拝を目的とした作品を制作するため、『神殿奉献』の登場人物を小さなスペースに集中させている。聖母子の左側には聖ヨセフがおり、右側には洗礼者ヨハネと聖アンナがいる。聖ヨセフと洗礼者聖ヨハネは、鑑賞者をまっすぐに見ている。画家は、様々なコピーおよび変形作品で、この情景を反復しており、ヴェローナのカステルヴェッキオ美術館、パリのジャックマール=アンドレ美術館、トリノのサバウダ美術館などにそれらがある。